# Rediu Mitropoliei, Iași
Rediu Mitropoliei este un sat în comuna Popricani din județul Iași, Moldova, România.